# Nóra Thúróczy
Nóra Thúróczy, coniugata Feketéné (Székesfehérvár, 10 gennaio 1945 – 24 ottobre 2017), è stata una cestista ungherese.

## Carriera
Con l'Ungheria ha disputato sei edizioni dei Campionati europei (1964, 1966, 1968, 1970, 1972, 1974).